# Subalkalisches Magma
Der Begriff subalkalisch wird in der Petrologie verwendet, um Magmen und deren Gesteine (Plutonite wie Vulkanite) als alkalische Magmen und subalkalische Magmen (bzw. Gesteine) getrennt betrachten zu können. Subalkalische Magmen haben dabei im Gegensatz zu den alkalischen Magmen einen niedrigeren Gesamtgehalt an den Alkalioxiden Natriumoxid (Na2O) und Kaliumoxid (K2O).

## Etymologie und Geschichte
Der Begriff ist eine Wortschöpfung aus lateinisch „sub“ ‚unter, unterhalb‘ und arabisch القلي, DMG al-qilī ‚Asche des Quellers‘, seinerseits wiederum abgeleitet von arabisch قلى, DMG qalā ‚in einer Pfanne rösten, braten‘.
Der Begriff wurde erstmals 1895 von Joseph Paxton Iddings in die Fachliteratur eingeführt.

## Klassifizierung der Magmenserien

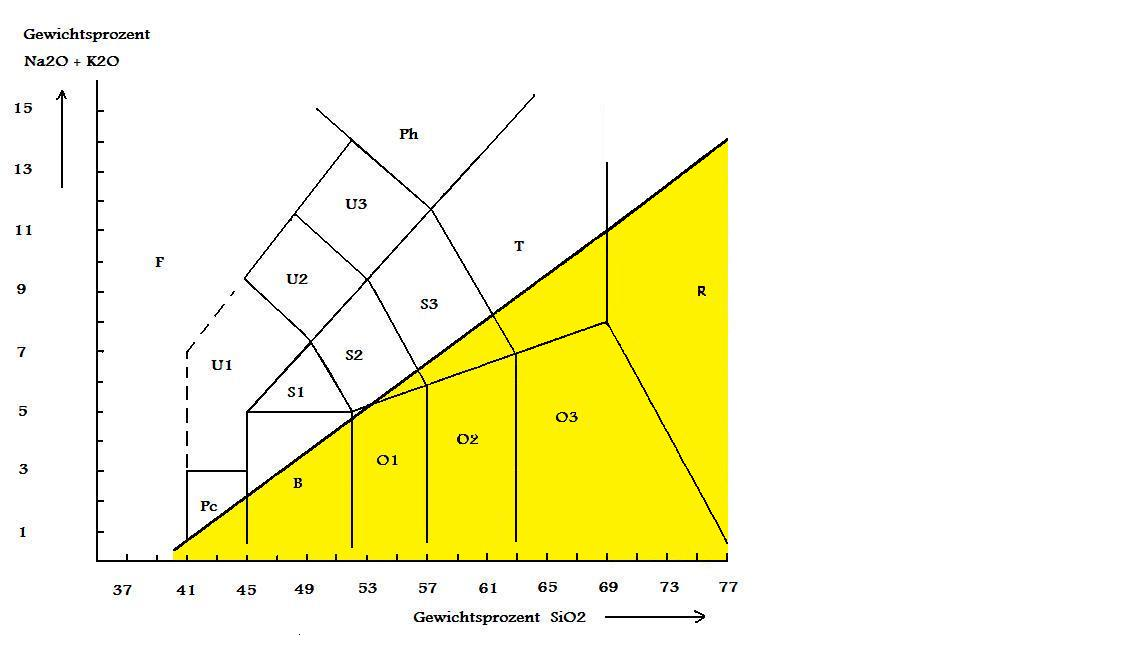
TAS-Diagramm – in Gelb das Feld subalkalischer Magmen

Zur Klassifizierung von Magmentypen stellt dies die erste wesentliche Unterteilung dar. Da Magmen eine kontinuierliche Zusammensetzung aufweisen, sollte diese Trennlinie nicht als scharfe Abtrennung, sondern vielmehr als Grenzbereich zwischen den beiden Magmentypen angesehen werden.
Die im nebenstehenden TAS-Diagramm gezeigte Grenzlinie stammt von Macdonald (1968).
Später wurden weitere Neudefinitionen dieser Abgrenzung von Irvine & Baragar und von Akiho Miyashiro vorgenommen. Miyashiros Trennlinie hat einen gekrümmten Verlauf mit insgesamt niedrigeren Werten von Na2O und K2O im intermediären und sauren Magmenbereich (52 – 76 Gewichtsprozent SiO2).

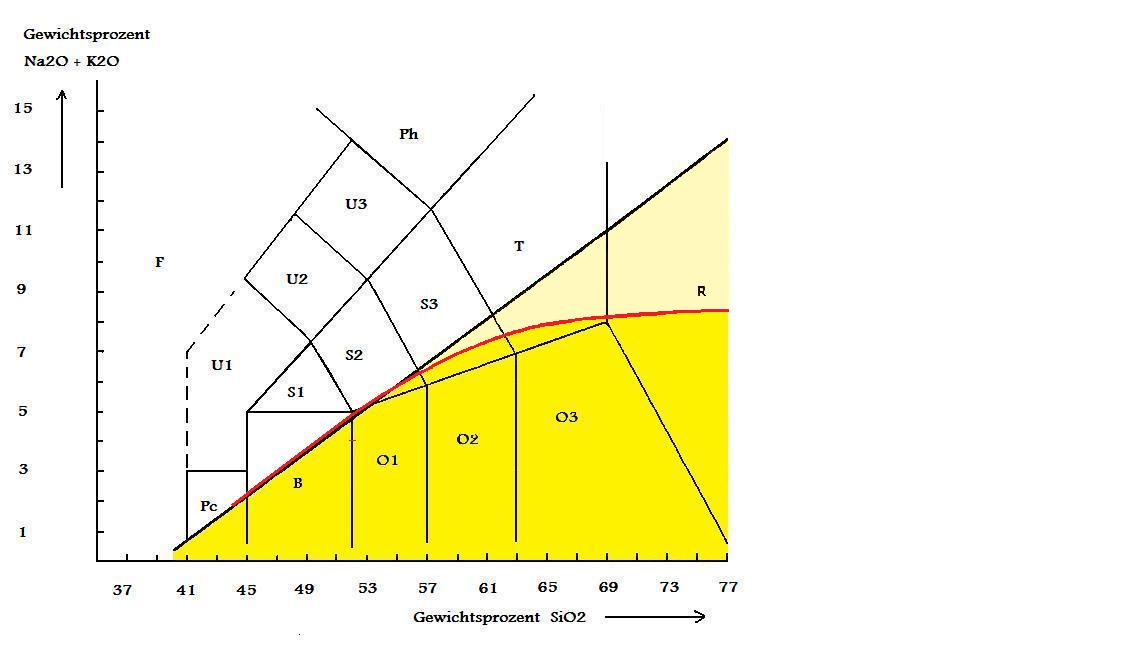
TAS-Diagramm mit Miyashiros Grenzlinie in Rot

Die subalkalische Magmenserie kann anschließend mittels des K2O-Gehaltes in weitere Magmenserien unterteilt werden:
- Hoch-K-Serie
- Mittel-K-Serie
- Niedrig-K-Serie.

Die Hoch-K-Serie und die Mittel-K-Serie werden zur aluminiumreichen kalkalkalischen Magmenserie vereint. Die Niedrig-K-Serie ist auch als tholeiitische Magmenserie bekannt.
Von besonderer Bedeutung ist die Unterscheidung in alkalisch und subalkalisch bei den basaltischen Endgliedern, die in Alkalibasalt und Subalkalibasalt unterteilt werden. Tholeiitische Basalte sind Subalkalibasalte und gehören zur Niedrig-K-Serie.
Basaltische Andesite, Andesite und Dazite sind ausschließlich subalkalisch.